# Miguel Davis
Miguel Davis (18 giugno 1966) è un ex calciatore costaricano, di ruolo centrocampista o attaccante.